# The Twelve Disciples of Nelson Mandela
Pour plus de détails, voir Fiche technique et Distribution.
The Twelve Disciples of Nelson Mandela  est un film américano-sud-africain réalisé en 2005 par Thomas Allen Harris.

## Synopsis
Les 12 hommes qui ont quitté Bloemfontein ont abandonné l’Afrique du Sud en 1960 pour faire prendre conscience à l’étranger de la réalité du Congrès national africain (ANC). Parmi eux se trouvait Benjamin Pule Leinaeng, le beau-père du réalisateur. À son enterrement à Bloemfontein, Harris découvre l’extrême courage de cet homme. Ce film est une acceptation posthume de la paternité de Leinaeng et un hommage aux douze hommes qui ont sacrifié leur propre vie pour la liberté de leur pays.

## Fiche technique
- Réalisation : Thomas Allen Harris
- Production : Chimpanzee Productions, Inc, Rudean Leinaeng, Woo Jung Cho, Don Perry
- Scénario : Thomas Allen Harris
- Image : Jonathan Novel, David Forbes
- Musique : Vernon Reid
- Montage : Sam Pollard, Sabine Hoffman

## Distribution
- Tshepo Clement Madibeng
- Matsepo Majara
- Kabi Thulo
- Maria De Koker
- Mxolisi Mantlana
- Mbuyiselo Nqobi

## Récompenses
- Festival panafricain du film de Los Angeles, 2006
- Bermuda International Film Festival
- Santa Cruz Film Festival ; Imagenation’s Revolution Award
- Independent Spirit Award Nomination
- Truer Than Fiction